# 12-Bar Original
12-Bar Original è un brano strumentale, scritto ed interpretato da tutti i Beatles. Originariamente pensato come riempitivo per Rubber Soul nel caso non si fossero raggiunte le 14 canzoni, venne invece pubblicato sull'Anthology 2 del 1996.

## Il brano

### Storia
12-Bar Blues fu il primo strumentale registrato dai Beatles da quando avevano firmato il contratto con la EMI nel 1962. Prima eseguivano vari brani strumentali nei loro concerti al Cavern Club o ad Amburgo, per riposare la voce; di essi, ci sono rimasti Cry for a Shadow. e Cayenne, pubblicati sull'Anthology 1 del 1995. In seguito, gli unici altri brani che registrarono e, in questo caso, pubblicarono, furono Flying e l'esperimento sonoro Revolution 9.

### Composizione e registrazione
La canzone fu praticamente improvvisata nella seduta di registrazione del 4 novembre 1965 e perciò fu accreditata all'intero gruppo. Le sessioni di registrazione della traccia avvennero alle prime ore della giornata; prima era stata registrata What Goes On. L'interpretazione si reggeva a fatica, probabilmente il motivo per cui non fu mai pubblicata prima dello scioglimento della band. Bastarono due nastri, dei quali solo l'ultimo era completo, e quindi l'unico pensato per la pubblicazione. I nastri furono prodotti da George Martin.
I Beatles sembrano particolarmente basarsi sulla hit Green Onions dei Booker T and the MG, pubblicata nel 1962. In generale, i Fab Four erano vicini al blues grazie ad artisti come gli Animals e gli Yardbirds.

### Pubblicazione
La notizia della registrazione del brano non trapelò fino allo scioglimento della band, avvenuto il quale iniziarono a circolare indiscrezioni circa un brano strumentale scartato da Rubber Soul. Gli unici membri del gruppo a parlarne furono Lennon e Starr; il primo accennò ad uno "schifoso pezzo da 12 battute" quando gli venne chiesto se ci fossero dei brani della band non ancora pubblicati, mentre il batterista rivelò di avere un acetato della canzone. Il 30 novembre fu effettuato un mixaggio del brano scartato per le collezioni private dei quattro musicisti. Fu l'ultima volta che i Beatles ebbero come fonico Norman Smith; il tecnico li abbandonò alla fine delle sessioni per Rubber Soul, perché non sentiva come suo il suono di quest'album.
Sull'Anthology, non compare il brano intero: originariamente la take 2 durava 6 minuti e 42 secondi secondo alcune fonti e 6:36 secondo altre. L'edit presente sull'album dura invece 2 minuti e 55.

## Formazione
- John Lennon: chitarra solista
- George Harrison: chitarra solista a pedale
- Paul McCartney: basso elettrico
- Ringo Starr: batteria
- George Martin: armonium.[2][5][7] La chitarra di Harrison era una Fender Stratocaster e quella di Lennon un'Epiphone Casino.[5]